# Nicole Arendt
Pour les articles homonymes, voir Arendt.
Nicole Arendt (née le 26 août 1969 à Somerville, New Jersey) est une joueuse de tennis américaine, professionnelle de mai 1991 à 2003.
Spécialiste de double, elle a été 3e mondiale de la discipline le 25 août 1997. La même année, elle a été finaliste à Wimbledon avec sa partenaire de prédilection, la Néerlandaise Manon Bollegraf.
Nicole Arendt a remporté seize titres WTA pendant sa carrière, tous en double.

## Palmarès

### Titres en double dames
| No | Date       | Nom et lieu du tournoi                   | Catégorie | Dotation    | Surface         | Partenaire       | Finalistes                          | Score         |          |
| -- | ---------- | ---------------------------------------- | --------- | ----------- | --------------- | ---------------- | ----------------------------------- | ------------- | -------- |
| 1  | 26-04-1993 | Indonesian Championships Jakarta         | Tier IV   | 100 000 $   | Dur (ext.)      | Kristine Radford | Amy de Lone Erika de Lone           | 6-3, 6-4      | Parcours |
| 2  | 25-04-1994 | Danamon Indonesia Open Jakarta           | Tier IV   | 100 000 $   | Dur (ext.)      | Kristine Radford | Kerry-Anne Guse Andrea Strnadová    | 6-2, 6-2      | Parcours |
| 3  | 13-02-1995 | IGA Tennis Classic Oklahoma City         | Tier III  | 161 250 $   | Dur (int.)      | Laura Golarsa    | Katrina Adams Brenda Schultz        | 6-4, 6-3      | Parcours |
| 4  | 27-03-1995 | Family Circle Mag. Cup XXIII Hilton Head | Tier I    | 806 250 $   | Terre (ext.)    | Manon Bollegraf  | Gigi Fernández Natasha Zvereva      | 0-6, 6-3, 6-4 | Parcours |
| 5  | 10-04-1995 | Gallery Furniture Championships Houston  | Tier II   | 430 000 $   | Terre (ext.)    | Manon Bollegraf  | Wiltrud Probst Rene Simpson         | 6-4, 6-2      | Parcours |
| 6  | 02-10-1995 | European Indoors Zurich                  | Tier I    | 806 250 $   | Moquette (int.) | Manon Bollegraf  | Chanda Rubin Caroline Vis           | 6-4, 6-7, 6-4 | Parcours |
| 7  | 30-10-1995 | Challenge Bell Québec                    | Tier III  | 161 250 $   | Moquette (int.) | Manon Bollegraf  | Lisa Raymond Rennae Stubbs          | 7-6, 4-6, 6-2 | Parcours |
| 8  | 20-05-1996 | World Doubles Cup Édimbourg              |           | 188 125 $   | Terre (ext.)    | Manon Bollegraf  | Gigi Fernández Natasha Zvereva      | 6-3, 2-6, 7-6 | Parcours |
| 9  | 07-10-1996 | Porsche Tennis GP Filderstadt            | Tier II   | 450 000 $   | Dur (int.)      | Jana Novotná     | Martina Hingis Helena Suková        | 6-2, 6-3      | Parcours |
| 10 | 17-02-1997 | Faber Grand Prix Hanovre                 | Tier II   | 450 000 $   | Moquette (int.) | Manon Bollegraf  | Larisa Neiland Brenda Schultz       | 4-6, 6-3, 7-6 | Parcours |
| 11 | 05-05-1997 | Italian Open Rome                        | Tier I    | 926 250 $   | Terre (ext.)    | Manon Bollegraf  | Conchita Martínez Patricia Tarabini | 6-2, 6-4      | Parcours |
| 12 | 21-05-1997 | World Doubles Cup Édimbourg              |           | 188 125 $   | Terre (ext.)    | Manon Bollegraf  | Rachel McQuillan Nana Miyagi        | 6-1, 3-6, 7-5 | Parcours |
| 13 | 18-08-1997 | US Hard Court Championships Atlanta      | Tier II   | 450 000 $   | Dur (ext.)      | Manon Bollegraf  | Alexandra Fusai Nathalie Tauziat    | 6-7, 6-3, 6-2 | Parcours |
| 14 | 08-01-2001 | Canberra International Canberra          | Tier III  | 170 000 $   | Dur (ext.)      | Ai Sugiyama      | Nannie De Villiers Annabel Ellwood  | 6-4, 7-62     | Parcours |
| 15 | 05-03-2001 | Tennis Masters Series Indian Wells       | Tier I    | 2 050 000 $ | Dur (ext.)      | Ai Sugiyama      | Virginia Ruano Pascual Paola Suárez | 6-4, 6-4      | Parcours |
| 16 | 31-12-2001 | ASB Bank Classic Auckland                | Tier IV   | 140 000 $   | Dur (ext.)      | Liezel Huber     | Květa Hrdličková Henrieta Nagyová   | 7-5, 6-4      | Parcours |

### Finales en double dames
| No | Date       | Nom et lieu du tournoi                             | Catégorie | Dotation    | Surface         | Vainqueures                       | Partenaire        | Score                                           |          |
| -- | ---------- | -------------------------------------------------- | --------- | ----------- | --------------- | --------------------------------- | ----------------- | ----------------------------------------------- | -------- |
| 1  | 19-08-1991 | OTB International Open Schenectady                 | Tier V    | 100 000 $   | Dur (ext.)      | Rachel McQuillan Claudia Porwik   | Shannan McCarthy  | 6-2, 6-4                                        | Parcours |
| 2  | 19-04-1993 | Women’s Open Kuala Lumpur                          | Tier IV   | 100 000 $   | Dur (int.)      | Patty Fendick Meredith McGrath    | Kristine Radford  | 6-4, 7-6                                        | Parcours |
| 3  | 18-04-1994 | Singapore Classic Kallang                          | Tier IV   | 100 000 $   | Dur (ext.)      | Patty Fendick Meredith McGrath    | Kristine Radford  | 6-4, 6-1                                        | Parcours |
| 4  | 03-04-1995 | Bausch & Lomb Championships Amelia Island          | Tier II   | 430 000 $   | Terre (ext.)    | Amanda Coetzer Inés Gorrochategui | Manon Bollegraf   | 6-2, 3-6, 6-2                                   | Parcours |
| 5  | 14-10-1996 | European Indoors Zurich                            | Tier I    | 926 250 $   | Moquette (int.) | Martina Hingis Helena Suková      | Natasha Zvereva   | 7-5, 6-4                                        | Parcours |
| 6  | 11-11-1996 | Advanta Championships Philadelphie                 | Tier II   | 450 000 $   | Moquette (int.) | Lisa Raymond Rennae Stubbs        | Lori McNeil       | 6-4, 3-6, 6-3                                   | Parcours |
| 7  | 07-04-1997 | Bausch & Lomb Championships Amelia Island          | Tier II   | 450 000 $   | Terre (ext.)    | Lindsay Davenport Jana Novotná    | Manon Bollegraf   | 6-3, 6-0                                        | Parcours |
| 8  | 16-06-1997 | Direct Line International Championships Eastbourne | Tier II   | 450 000 $   | Gazon (ext.)    | Aucune -                          | Manon Bollegraf   | finale annulée face à Lori McNeil-Helena Suková | Parcours |
| 9  | 23-06-1997 | The Championships Wimbledon                        | G. Chelem | 4 083 056 $ | Gazon (ext.)    | Gigi Fernández Natasha Zvereva    | Manon Bollegraf   | 7-6, 6-4                                        | Parcours |
| 10 | 11-08-1997 | Omnium du Maurier Toronto                          | Tier I    | 926 250 $   | Dur (ext.)      | Yayuk Basuki Caroline Vis         | Manon Bollegraf   | 3-6, 7-5, 6-4                                   | Parcours |
| 11 | 20-03-2000 | Ericsson Open Miami                                | Tier I    | 2 525 000 $ | Dur (ext.)      | Julie Halard Ai Sugiyama          | Manon Bollegraf   | 4-6, 7-5, 6-4                                   | Parcours |
| 12 | 02-05-2000 | Betty Barclay Cup Hambourg                         | Tier II   | 535 000 $   | Terre (ext.)    | Anna Kournikova Natasha Zvereva   | Manon Bollegraf   | 6-75, 6-2, 6-4                                  | Parcours |
| 13 | 13-11-2000 | Chase Championships New York                       | Masters   | 2 000 000 $ | Moquette (int.) | Martina Hingis Anna Kournikova    | Manon Bollegraf   | 6-2, 6-3                                        | Parcours |
| 14 | 23-07-2001 | Bank of the West Classic Stanford                  | Tier II   | 565 000 $   | Dur (ext.)      | Janet Lee Wynne Prakusya          | Caroline Vis      | 3-6, 6-3, 6-3                                   | Parcours |
| 15 | 06-08-2001 | estyle.com Classic Manhattan Beach                 | Tier II   | 565 000 $   | Dur (ext.)      | Kimberly Po Nathalie Tauziat      | Caroline Vis      | 6-3, 7-5                                        | Parcours |
| 16 | 10-09-2001 | Brasil Open Bahia                                  | Tier II   | 625 000 $   | Dur (ext.)      | Amanda Coetzer Lori McNeil        | Patricia Tarabini | 6-78, 6-2, 6-4                                  | Parcours |

### Finales en double mixte
| No | Date       | Nom et lieu du tournoi         | Catégorie | Dotation    | Surface      | Vainqueures                    | Partenaire  | Score         |          |
| -- | ---------- | ------------------------------ | --------- | ----------- | ------------ | ------------------------------ | ----------- | ------------- | -------- |
| 1  | 15-01-1996 | Ford Australian Open Melbourne | G. Chelem | 3 970 600 $ | Dur (ext.)   | Larisa Neiland Mark Woodforde  | Luke Jensen | 4-6, 7-5, 6-0 | Parcours |
| 2  | 27-05-1996 | Roland-Garros Paris            | G. Chelem | 4 456 343 $ | Terre (ext.) | Patricia Tarabini Javier Frana | Luke Jensen | 6-2, 6-2      | Parcours |

## Parcours en Grand Chelem

### En simple dames
| Année | Open d'Australie | Open d'Australie   | Internationaux de France | Internationaux de France | Wimbledon       | Wimbledon      | US Open         | US Open           |
| ----- | ---------------- | ------------------ | ------------------------ | ------------------------ | --------------- | -------------- | --------------- | ----------------- |
| 1986  | n/a              | n/a                | -                        | -                        | -               | -              | 3e tour (1/16)  | Wendy Turnbull    |
| 1987  | -                | -                  | -                        | -                        | -               | -              | 1er tour (1/64) | Emmanuelle Derly  |
| 1991  | -                | -                  | -                        | -                        | -               | -              | 1er tour (1/64) | Monica Seles      |
| 1992  | 2e tour (1/32)   | Leila Meskhi       | -                        | -                        | -               | -              | 2e tour (1/32)  | Kimberly Po       |
| 1993  | 2e tour (1/32)   | Gigi Fernández     | -                        | -                        | 2e tour (1/32)  | Lisa Raymond   | 2e tour (1/32)  | Mary Pierce       |
| 1994  | 1er tour (1/64)  | Ann Grossman       | -                        | -                        | 2e tour (1/32)  | Ann Grossman   | 2e tour (1/32)  | Conchita Martínez |
| 1995  | 1er tour (1/64)  | Radka Zrubáková    | 1er tour (1/64)          | Magdalena Maleeva        | 1er tour (1/64) | Nancy Feber    | 3e tour (1/16)  | Zina Garrison     |
| 1996  | 3e tour (1/16)   | Mary Joe Fernández | 1er tour (1/64)          | Petra Langrová           | 3e tour (1/16)  | Steffi Graf    | 2e tour (1/32)  | Arantxa Sánchez   |
| 1997  | 1er tour (1/64)  | Kristie Boogert    | 4e tour (1/8)            | Ruxandra Dragomir        | 3e tour (1/16)  | Martina Hingis | 1er tour (1/64) | Amanda Coetzer    |
| 1999  | -                | -                  | 2e tour (1/32)           | Patty Schnyder           | 2e tour (1/32)  | Larisa Neiland | -               | -                 |

À droite du résultat, l’ultime adversaire.

### En double dames
| Année | Open d'Australie            | Open d'Australie         | Internationaux de France    | Internationaux de France | Wimbledon                   | Wimbledon                   | US Open                      | US Open                    |
| ----- | --------------------------- | ------------------------ | --------------------------- | ------------------------ | --------------------------- | --------------------------- | ---------------------------- | -------------------------- |
| 1991  | -                           | -                        | -                           | -                        | -                           | -                           | 1er tour (1/32) J. Alexander | C. Caverzasio N. Herreman  |
| 1992  | 2e tour (1/16) Helen Kelesi | R. McQuillan C. Porwik   | -                           | -                        | 1er tour (1/32) S. McCarthy | MJ Fernández Zina Garrison  | -                            | -                          |
| 1993  | 1er tour (1/32) Meike Babel | J. Hodder A. Woolcock    | -                           | -                        | 1er tour (1/32) J. Emmons   | Jo-Anne Faull J. Richardson | 1er tour (1/32) K. Radford   | Sandy Collins M. de Swardt |
| 1994  | 3e tour (1/8) K. Radford    | Hetherington S. Stafford | -                           | -                        | 1/2 finale K. Radford       | Jana Novotná A. Sánchez     | 3e tour (1/8) K. Radford     | Jana Novotná A. Sánchez    |
| 1995  | 2e tour (1/16) C. Singer    | G. Fernández N. Zvereva  | 1/2 finale L. Davenport     | Jana Novotná A. Sánchez  | 1/4 de finale Pam Shriver   | Jana Novotná A. Sánchez     | 2e tour (1/16) M. Bollegraf  | K. Nagatsuka Ai Sugiyama   |
| 1996  | 1/2 finale M. Bollegraf     | Chanda Rubin A. Sánchez  | 1/4 de finale M. Bollegraf  | Jana Novotná A. Sánchez  | 3e tour (1/8) M. Bollegraf  | Yayuk Basuki Caroline Vis   | 1/4 de finale M. Bollegraf   | Lori McNeil G. Sabatini    |
| 1997  | 1/4 de finale M. Bollegraf  | G. Fernández A. Sánchez  | 1/4 de finale M. Bollegraf  | G. Fernández N. Zvereva  | Finale M. Bollegraf         | G. Fernández N. Zvereva     | 1/2 finale M. Bollegraf      | G. Fernández N. Zvereva    |
| 1999  | 1/4 de finale M. Bollegraf  | M. Hingis A. Kournikova  | 2e tour (1/16) M. Bollegraf | Jana Novotná N. Zvereva  | 1/4 de finale M. Bollegraf  | L. Davenport C. Morariu     | 1/4 de finale M. Bollegraf   | Mary Pierce B. Schett      |
| 2000  | 1er tour (1/32) Kimberly Po | A. Ellwood Rika Hiraki   | 3e tour (1/8) M. Bollegraf  | A. Cocheteux N. Dechy    | 2e tour (1/16) M. Bollegraf | Els Callens D. Monami       | 1er tour (1/32) M. Bollegraf | T. Garbin J. Husárová      |
| 2001  | 1/2 finale Ai Sugiyama      | L. Davenport C. Morariu  | 1/4 de finale Caroline Vis  | Jelena Dokić C. Martínez | 2e tour (1/16) Caroline Vis | Maja Matevžič Dragana Zarić | 1er tour (1/32) Caroline Vis | A. Coetzer Lori McNeil     |
| 2002  | 3e tour (1/8) Liezel Huber  | Tina Križan K. Srebotnik | 1/2 finale Liezel Huber     | V. Ruano Paola Suárez    | 2e tour (1/16) Liezel Huber | A. Kournikova Chanda Rubin  | 2e tour (1/16) Liezel Huber  | C. Morariu Kimberly Po     |
| 2003  | -                           | -                        | 2e tour (1/16) Dominikovic  | Maja Matevžič H. Nagyová | 1er tour (1/32) Dominikovic | Petra Mandula P. Wartusch   | -                            | -                          |

Sous le résultat, la partenaire ; à droite, l’ultime équipe adverse.

### En double mixte
| Année | Open d'Australie             | Open d'Australie            | Internationaux de France     | Internationaux de France   | Wimbledon                     | Wimbledon                 | US Open                       | US Open                    |
| ----- | ---------------------------- | --------------------------- | ---------------------------- | -------------------------- | ----------------------------- | ------------------------- | ----------------------------- | -------------------------- |
| 1994  | -                            | -                           | -                            | -                          | 1er tour (1/32) Paul Kilderry | Chanda Rubin Bret Garnett | -                             | -                          |
| 1995  | 2e tour (1/8) Van Emburgh    | Lisa Raymond David Adams    | 3e tour (1/8) Van Emburgh    | E. Maniokova A. Olhovskiy  | 1er tour (1/32) Van Emburgh   | K. Radford Joshua Eagle   | 1er tour (1/16) Wayne Arthurs | Nana Miyagi Kent Kinnear   |
| 1996  | Finale Luke Jensen           | L. Neiland M. Woodforde     | Finale Luke Jensen           | P. Tarabini Javier Frana   | 1/4 de finale Luke Jensen     | Helena Suková Cyril Suk   | 2e tour (1/8) Luke Jensen     | Rennae Stubbs Joshua Eagle |
| 1997  | 1er tour (1/16) van Rensburg | M. Oremans H. J. Davids     | 1er tour (1/32) Luke Jensen  | F. Labat A. Kratzmann      | -                             | -                         | -                             | -                          |
| 2000  | 1er tour (1/16) Jack Waite   | Rennae Stubbs Jared Palmer  | 1er tour (1/32) Peter Nyborg | E. Tatarkova Jack Waite    | 1er tour (1/32) E. Ferreira   | Gisela Riera J. Carrasco  | 1er tour (1/16) S. Humphries  | Likhovtseva Paul Haarhuis  |
| 2001  | 1/4 de finale Mark Knowles   | B. Schett Joshua Eagle      | 2e tour (1/8) Mark Knowles   | A. Fusai J. Golmard        | 3e tour (1/8) Mark Knowles    | De Villiers M. Wakefield  | 1er tour (1/16) Rick Leach    | Nicole Pratt A. Florent    |
| 2002  | 1er tour (1/16) David Adams  | D. Hantuchová Kevin Ullyett | 1er tour (1/16) David Adams  | Nicole Pratt Sandon Stolle | -                             | -                         | 2e tour (1/8) Gastón Etlis    | Kimberly Po D. Johnson     |

Sous le résultat, le partenaire ; à droite, l’ultime équipe adverse.

## Parcours aux Masters

### En double dames
| # | Date       | Nom de l'édition                     | ($)       | Surface         | Résultat      | Partenaire      | Ultimes adversaires              | Score         |          |
| - | ---------- | ------------------------------------ | --------- | --------------- | ------------- | --------------- | -------------------------------- | ------------- | -------- |
| 1 | 13/11/1995 | WTA Tour Championships New York      | 2 000 000 | Moquette (int.) | 1/2 finale    | Manon Bollegraf | Jana Novotná Arantxa Sánchez     | 7-6, 2-6, 6-2 | Parcours |
| 2 | 17/11/1997 | Chase Championships New York         | 2 000 000 | Moquette (int.) | 1/2 finale    | Manon Bollegraf | Alexandra Fusai Nathalie Tauziat | 6-3, 3-2, ab. | Parcours |
| 3 | 13/11/2000 | Chase Championships New York         | 2 000 000 | Moquette (int.) | Finale        | Manon Bollegraf | Martina Hingis Anna Kournikova   | 6-2, 6-3      | Parcours |
| 4 | 04/11/2002 | Home Depot Championships Los Angeles | 3 000 000 | Dur (int.)      | 1/4 de finale | Liezel Huber    | Cara Black Elena Likhovtseva     | 6-3, 7-65     | Parcours |

## Classements WTA en fin de saison

### En simple
| Année | 1986 | 1987 | 1988 | 1990 | 1991 | 1992 | 1993 | 1994 | 1995 | 1996 | 1997 | 1998 | 1999 |
| Rang  | 164  | 366  | 461  | 388  | 211  | 124  | 88   | 73   | 114  | 79   | 63   | -    | 142  |

Source : (en) « Classements de Nicole Arendt », sur le site officiel du WTA Tour

### En double
| Année | 1988 | 1990 | 1991 | 1992 | 1993 | 1994 | 1995 | 1996 | 1997 | 1998 | 1999 | 2000 | 2001 | 2002 | 2003 |
| Rang  | 426  | -    | 127  | 146  | 85   | 24   | 11   | 11   | 8    | -    | 32   | -    | 10   | 19   | 314  |

Source : (en) « Classements de Nicole Arendt », sur le site officiel du WTA Tour